# Isabella av Ibelin
Isabella av Ibelin, född 1252, död 1282, var drottning av Cypern och gift med kung Hugo II av Cypern. Hon var också regerande monark, "Dam", av Beirut från 1264 till 1282. 

## Biografi
Isabella var dotter till Jean d'Ibelin, herre av Beirut, och Alice de la Roche sur Ognon. Hon var sin fars tronarvinge och efterträdde honom som härskare i Beirut vid hans död 1264. 
Herredömmet Beirut var formellt en vasallamonarki under Jerusalem, som dock från 1261 var självständigt som vasall under mamlukerna. 1265 anlände Isabella till Cypern, där hon vigdes vid Hugo II. Under hennes vistelse på Cypern var moderns hennes regent i Beirut. Isabella återvände till Beirut efter makens död 1267: äktenskapet var ofullbordat och barnlöst. Isabella beskrivs som en kraftfull regent och förhandlade framgångsrikt fram ett eget avtal med mamlukerna 1269. Isabella hade ett förhållande med korsriddaren Julian av Sidon, och denna skandal ledde till ett brev från påven, som uppmanade henne att ingå äktenskap. 
Hon gifte sig 1272 med walesaren Haymo Léstrange, som dock avled 1273. Hugo III av Cypern lät då kidnappa henne för att själv arrangera hennes nästa äktenskap. Detta ledde till ett mål i Jerusalems högsta domstol om vem som hade överhöghet över Beirut: Cypern eller mamlukerna. Målet avgjordes till mamlukernas fördel, och Isabella fick en mamlukisk livvakt. 
Isabella gifte sig två gånger till, med Nicolas l'Alleman, herre av Caesarea, och Guillaume Berlais (d.1304). Hon avled barnlös och efterträddes av sin syster Eschive av Beirut. 